# Тугил
Туги́л (каз. Тұғыл) — селище у складі Тарбагатайського району Східноказахстанської області Казахстану. Адміністративний центр Тугильської селищної адміністрації.
Населення — 4094 особи (2021; 4744 у 2009, 7483 у 1999, 7034 у 1989).
До 1992 року селище називалось Приозерний, станом на 1989 рік мало статус селища міського типу.